# 통킹

시대별 베트남 지도

통킹(베트남어: Bắc Kỳ / 北圻, 영어: Tonkin)은 베트남 북부 홍강 유역 지역을 말한다. 이 지역의 중심 도시인 하노이의 15세기경 옛 이름인 "동낀"(베트남어: Đông Kinh / 東京)에서 유래했다. 프랑스의 식민지 체제 하에서는 프랑스령 인도차이나를 구성 하노이를 중심으로 한 베트남 북부의 보호령을 가리키는 명칭으로 사용되었다. 현재는 베트남 북부를 가리키는 명칭으로 통킹은 자주 사용되지 않지만, 박보만(Vịnh Bắc Bộ, 北部灣)의 별칭인 ‘통킹만’은 지금도 여전히 사용되고 있다.

## 이름
통킹이라는 이름은 레 왕조 시기에 하노이를 일컫던 동낀(Đông Kinh, 東京)의 변이음이다. 현지에서 통킹은 박끼(Bắc Kỳ, 北圻)로 알려져 있으며, ‘북쪽 수도’를 의미한다.
이 명칭은 1883년까지 프랑스 식민지 프랑스령 인도차이나의 영토인 통킹 보호령에서 사용되어 왔다.

## 역사
하노이는 역사적으로 ‘동낀성’(東京城)이라고 표기했으며, 후 레 왕조 시대에 호족이었던 찐 왕조의 지배 지역이었다. 당시 유럽 사람들은 이곳을 통킹(東京國의 발음)으로 불렀다.
1873년, 프랑스는 프랑시스 가르니에가 이끄는 부대를 통킹에 파견하여 하노이를 공략했지만, 이 때는 갑술조약 (제2차 사이공 조약)에 의해 철군했다. 그러나 프랑스는 풍부한 자원과 많은 인구, 중국과 접경하는 통킹이 탐나지 않을 수 없었다. 1882년, 앙리 리비에르가 이끄는 프랑스군이 다시 통킹을 침공하여 통킹 전쟁이 일어났다.

### 프랑스 보호령
후예의 응우옌 왕조 조정은 1883년에 계미조약(아르망 조약)을 체결하여 본래 안남에 속하는 타인호아, 응에안, 하띤 3성을 통킹에 편입하고 통킹 지방을 프랑스 보호령 인정했다. 후예의 궁정은 통킹에 부왕을 파견하여 지방 행정을 관리하고 프랑스가 통킹 이사관으로 감시하는 체제이다. 또한 1884년의 갑신조약(파트노트르 조약)에서 성급 행정은 실질적으로 프랑스인이 통제하게 되었다. 이러한 프랑스의 침략은 청나라의 군사 개입을 초래하여 청불 전쟁(1884년 – 1885년)이 발발하고, 통킹 지방은 전쟁에 휘말리게 된다.

### 프랑스령 인도차이나
1887년에 프랑스령 인도차이나가 성립되면서 인도차이나 총독부가 하노이에 설치되었고, 총독은 하노이와 사이공을 왕복하게 된다. 프랑스가 통킹을 중시하고 있었다는 것은 이후 인도차이나 대학이 하노이에 설립되었다는 것에도 나타나고 있다. 양질의 무연탄을 생산하는 홍게이 탄광도 프랑스의 중요한 수입원이었다.

## 같이 보기
- 코친차이나
- 안남
- 프랑스령 인도차이나